# Hospital Universitario de Cabueñes
El Hospital Universitario de Cabueñes (CAHU) es el principal complejo hospitalario de Gijón y el centro de referencia del Distrito 2 del área sanitaria V del Principado de Asturias.
Dependiente del Servicio de Salud del Principado de Asturias, se encuentra en el área sanitaria V, que está formada por los concejos de Gijón, Carreño y Villaviciosa. El Distrito 2 abarca todo el concejo de Villaviciosa y parte del de Gijón. En sus proximidades se ubica la Facultad de Enfermería de Gijón, centro universitario adscrito a la Universidad de Oviedo.

## Ubicación y comunicaciones

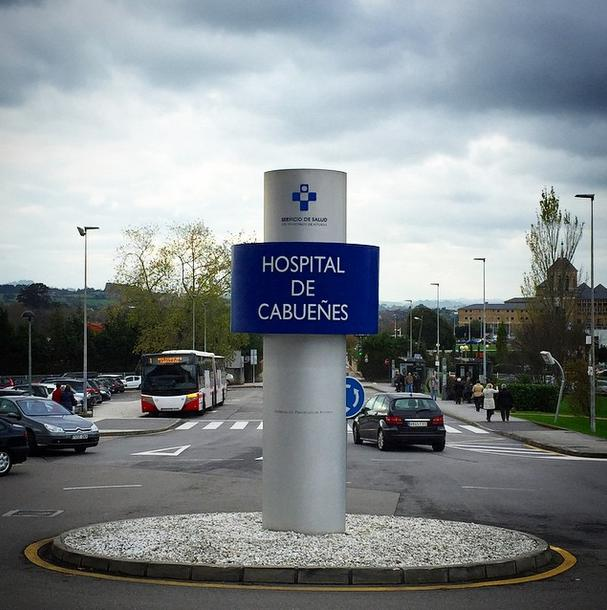
Acceso principal, con las paradas de autobús y el logo del SESPA

Se sitúa en el periurbano rural del concejo de Gijón, concretamente en la parroquia de Cabueñes, de la que el hospital toma el nombre. Es el equipamiento más oriental de la Milla del Conocimiento de Gijón así como el único sanitario.
Debido a la importancia del hospital para la ciudad, gran parte de líneas de los autobuses urbanos (EMTUSA) finalizan aquí.
También tiene carril bici por la avenida de la Pecuaria y una parada de taxis. 
Según el proyecto del Metrotrén, el fin de la línea C-1, será en la estación del Hospital de Cabueñes, próxima al hospital, lo que supondrá una mayor interconectividad con el resto de Asturias.

## Historia

### Origen como residencia pediátrica
Proyectado inicialmente como escuela de enfermería, se inauguró finalmente como maternidad y pediatría la noche del 6 al 7 de agosto de 1968 un edificio de cuatro plantas que recibió el nombre de Residencia Sanitaria José Gómez Sabugo —aunque pronto se le empezó a conocer popularmente como «la Residencia»—, que fue atendido en sus inicios por monjas de la Orden de la Caridad. A finales de año llegaron los primeros cirujanos y especialistas de medicina interna. 

### Desarrollo y ampliaciones
El centro tuvo una capacidad inicial de 206 camas. El número que se vio ampliado a 434 en 1976 cuando al declararse un incendio se trasladaron los pacientes al nuevo edificio de hospitalización de ocho plantas y dos sótanos que se había empezado a construir en 1972. El edificio antiguo fue recuperado y transformado en 1987 y posteriormente se construyó otro edificio para la escuela de enfermería. Una reforma y ampliación del año 1993 elevó el número de camas del hospital a 494.

### Ampliación de 2022
En noviembre de 2015, la Consejería de Sanidad del segundo gobierno de Javier Fernández hizo pública su intención de ampliar el Hospital de Cabueñes en los años siguientes, siendo consejero Francisco del Busto.El 10 de noviembre de 2017 la consejería de Salud presentó el proyecto de ampliación del hospital.El proyecto fue realizado por el arquitecto Joaquín López-Fando.
No sería hasta octubre de 2021, con el primer gobierno de Adrián Barbón, cuando el Gobierno de Asturias aprobó una partida presupuestaria para las obras, consistente en 45 millones de euros.En noviembre el proyecto se sacó a licitación con ese presupuesto y quedó desierta, puesto que ninguna empresa quiso hacerle frente a un presupuesto que consideraban reducido.Al mes siguiente, el Gobierno de Asturias se vio obligado a reformular el presupuesto y a sacar a licitación las obras por 85 millones de euros.En junio de 2022 las obras se adjudicaron a la Unión Temporal de Empresas FCC-Los Álamos por 79 millones de euros, siendo esta la oferta económica más baja que presentaron las 8 empresas que aspiraron al contrato. Al mes siguiente se formalizó el contrato.Se acordó la construcción de un nuevo edificio que con sus 8 plantas suma más de 51 000 m² al hospital, duplicando su superficie. También se reforma el pabellón principal y se aumentará el personal y las camas, rozando las 600. Se esperaba su finalización sobre 2025, tras 30 meses en obras.
Las obras comenzaron en agosto de 2022 y el 6 de septiembre ocurrió el acto de colocación de la primera piedra de la ampliación.
El 24 de enero de 2025 la Consejería de Salud comunicó su intención de detener la ampliación del hospital, alegando severos incumplimientos de plazos y presupuestos por parte de la constructora. La Consejería se comprometió a redactar de nuevo el proyecto de licitación, con mayor presupuesto y reformulando el diseño de los espacios interiores.

## Servicios y especialidades
| - Análisis Clínicos - Anatomía Patológica - Anestesiología y Reanimación - Angiología y Cirugía Vascular - Aparato Digestivo - Bioquímica Clínica - Cardiología - Cirugía General y del Aparato Digestivo - Cirugía Maxilofacial - Dermatología | - Endocrinología y Nutrición - Farmacia Hospitalaria - Hematología y Hemoterapia - Medicina Intensiva - Medicina Interna - Microbiología y Parasitología - Nefrología - Neumología - Neurología - Obstetricia y Ginecología - Oftalmología | - Oncología Médica - Otorrinolaringología - Pediatría - Radiodiagnóstico - Rehabilitación - Reumatología - Traumatología y Cirugía Ortopédica - Urología - Urgencias - Medicina Preventiva - Prevención de Riesgos Laborales - Medicina Familiar y Comunitaria |